# Plotter

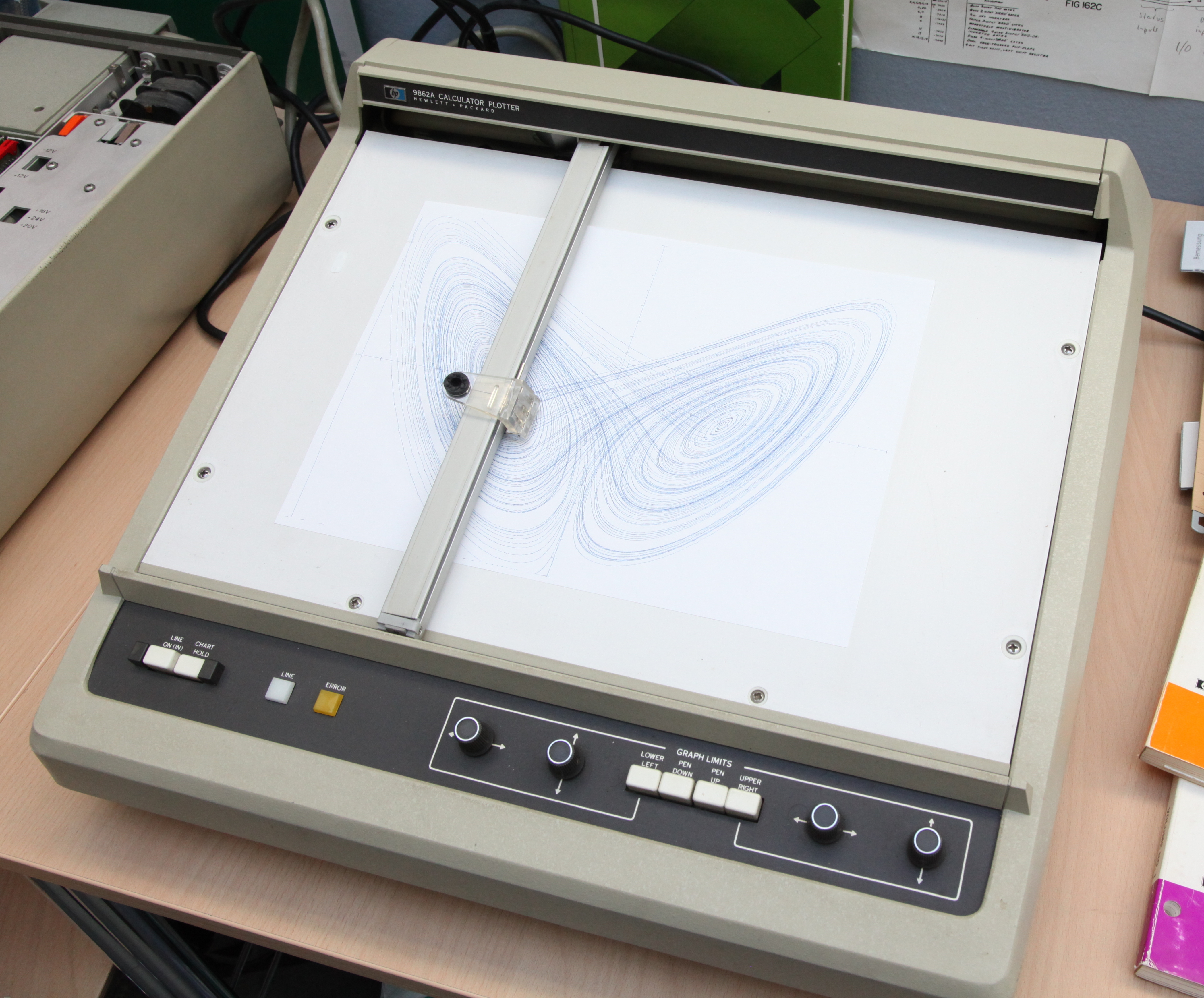
Plotter la care capul de imprimare realizează mișcările pe ambele axe

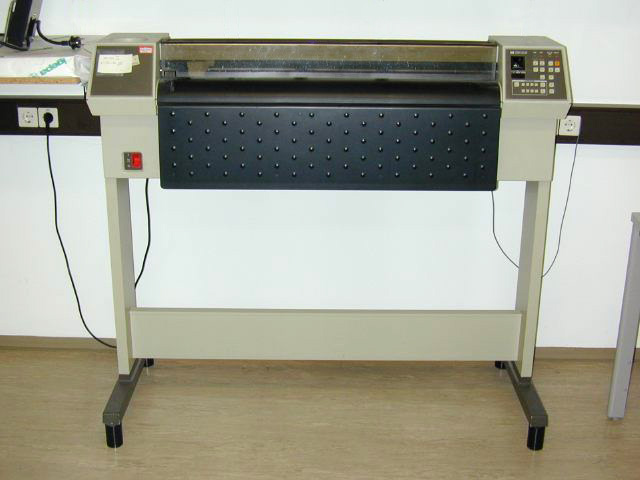
Plotter la care capul de imprimare realizează mișcarea pe una din axe, iar hârtia pe cealaltă

Un plotter este un dispozitiv periferic de ieșire pentru desenare vectorială, fiind comandat de un calculator. Este un dispozitiv electromecanic, principiul său de funcționare fiind combinarea a două deplăsări, fiecare pe altă axă. Mișcările pot fi făcute ori de capul de imprimare pe ambele axe, ori pe o axă de capul de imprimare iar pe cealaltă axă de hârtie.